# بهاء الدين بن شداد
أَبُو اَلْمَحَاسِنْ بَهَاءْ اَلدِّينْ يُوسُفْ بْنْ رَافِعْ بْنْ تَمِيمْ بْنْ شَدَّادْ اَلْأَسَدِي اَلْمَوْصِلِي المعروف بِابْنِ شَدَّادْ‏ (539هـ/1145م - 632هـ/1234م) قاضٍ وعالم ومؤرخ مسلم عاصر صلاح الدين الأيوبي، وأرّخ لفترته.
ولد ابن شداد في الموصل في 10 رمضان 539 هـ/7 مارس 1145، ودرس فيها القرآن والحديث قبل أن ينتقل إلى بغداد لطلب العلم، ثم عاد إلى الموصل في عام 1173. وفي عام 1188 ، بعد عودته من الحج، استدعاه صلاح الدين الأيوبي الذي كان قد قرأ وأعجب بكتاباته، ولازم ابن شداد صلاح الدين الذي عينه قاضيًا للعسكر، وهكذا، أصبح ابن شداد شاهد عيان على حصار عكا ومعركة أرسوف، وألف كتابه «وقائع حية من الحملة الصليبية الثالثة» أصبح ابن شداد صديقًا مقربًا وواحد من مستشاريه الرئيسيين، لبقية حياة السلطان. وبعد وفاة صلاح الدين، عُيّن ابن شداد قاضيًا لحلب، حتى توفي فيها في 14 صفر 632 هـ (8 نوفمبر 1234)، عن عمر بلغ 89 عامًا.
تعد أشهر أعمال بهاء الدين بن شداد تاريخه لعصر صلاح الدين الأيوبي، والتي نشرها باسم «النوادر السلطانية والمحاسن اليوسفية»، وهو العمل الذي نجا ولم يضيع عبر الزمن. كما كتب ابن شداد العديد من الأعمال حول تطبيق الشريعة الإسلامية مثل «ملجأ القضاة من غموض الأحكام» و«البراهين على الأحكام» و«فضائل الجهاد». كما يُعد كتابه «الأعلاق الخطيرة في ذكر أمراء الشام والجزيرة» من المراجع في دراسة تاريخ بلاد الشام. الكثير من المعلومات المعروفة عن ابن شداد مستمدة من كتاب ابن خلكان وفيات الأعيان.

## ولادته
ولد في الموصل سنة 539هـ/1144م وذكر المنذري أنه التقى بابن شداد عند ضريح الإمام الشافعي، وسأله عن مولده فأجاب: «في شهر رمضان سنة تسع وثلاثين وخمس مئة»، وبلغه عنه أنه قال: «في العاشر من رمضان بالموصل».

## نشأته
توفي أبوه وهو طفل صغير، فنشأ عند أخواله بني شداد، ولهذا نسب إليهم. وقد تلقى علومه الأولى في الموصل، فحفظ القرآن الكريم في صغره، وقرأ على شيوخ الموصل كتباً في علوم الحديث والتفسير والفقه والقراءات والأدب، وتنقل بين بغداد والموصل طلباً للعلم.

## مكانته العلمية
أثنى عليه كثير من العلماء، وأكثروا من درجة توثيقه ومن هؤلاء:
- عمر بن الحاجب الذي قال عنه: "«كان ثقة، حجة، عارفاً بأمور الدين. اشتهر اسمه وسار ذكره، وكان ذا صلاح وعبادة، وكان في زمانه كالقاضي أبو يوسف في زمانه»".
- قال عنه زكي الدين المنذري: "«حدث بحلب ودمشق ومصر وغيرها من البلاد ودرس بغير مدرسته، وأقرأ، وولى قضاء العساكر في الأيام الناصرية مدة، وقضاء القضاء بمدينة حلب، وصنف تصانيف حسنة»".
- قال عنه تاج الدين السبكي: "«كان إماماً فاضلاً ثقة، عارفاً بالدين والدنيا رئيساً مشاراً إليه، متعبدًا متزهداً، نافذ الكلمة، وكان يشبه القاضي أبي يوسف صاحب أبي حنيفة في زمانه»" وقال: "«اجتمعت الألسن على مدحه، والقلوب على حبه، لمكارمه وأفضاله ونفعه الطلبة في العلم والدنيا»".
- أثنى عليه ابن خلكان وترجم له ترجمة كبيرة وقال: "«لقد أخذت عنه كثيراً»". وقال: "«وكان القاضي أبو المحاسن يسلك طريق البغاددة في ترتيبهم وأوضاعهم، والروؤساء الذين يترددون إليه كانوا ينزلون عن دوابهم على قدر أقدارهم، لكل واحد منهم مكان معين لا يتعداه»".
- وذكره ابن كثير بقوله "«كان رجلاً فاضلاً، أديباً، مقرئاً، ذا وجاهة عند الملوك»".
- قال عنه ابن قاضي شهبة "«قصده الطلبة للدين والدنيا، وعظم شأن الفقهاء في زمانه لعظم قدره، وارتفاع منزلته»".

وقد قدم عليه ابن خروف الشاعر فكتب إليه رسالة كان مطلعها:

## مرضه ووفاته

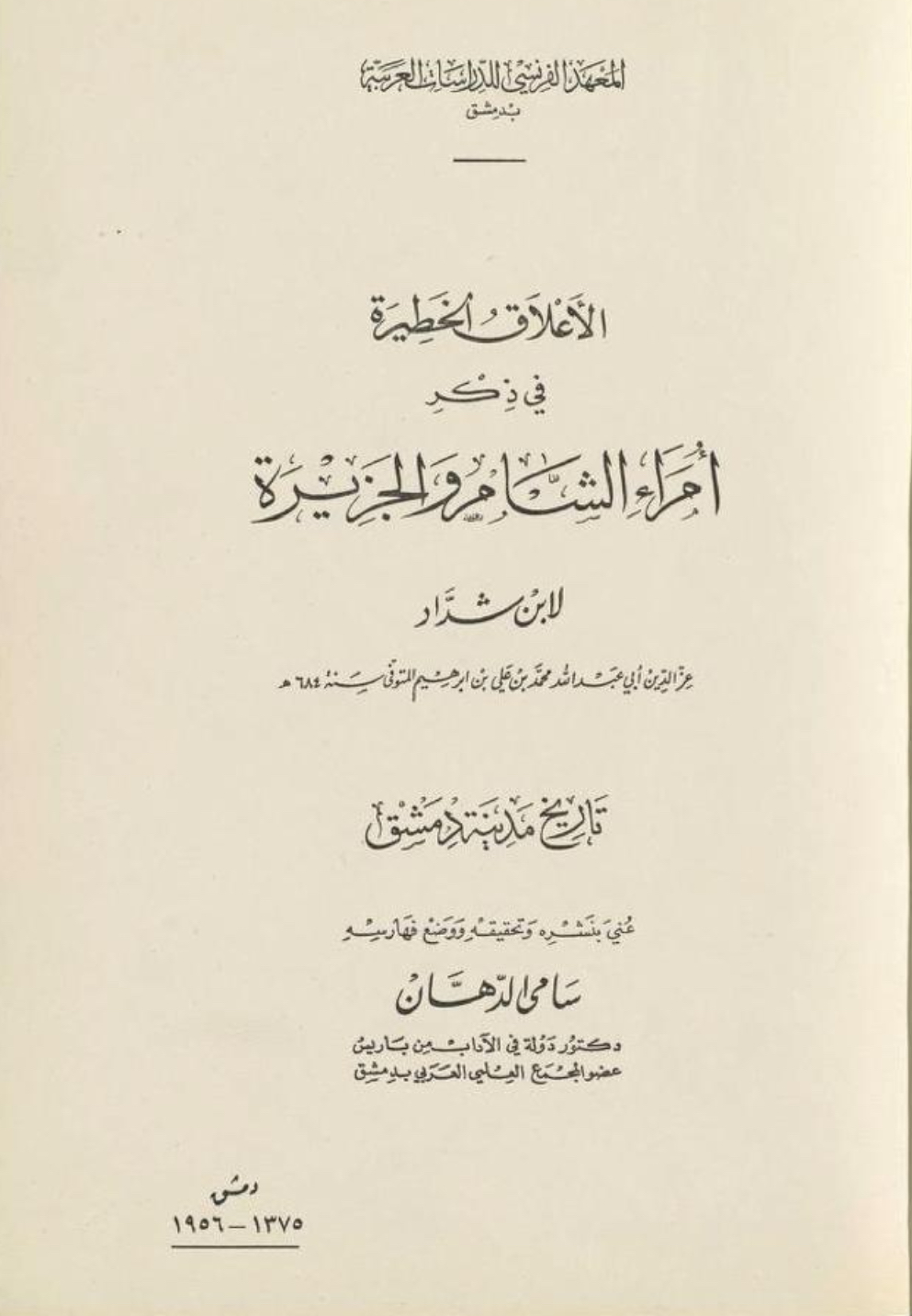
كتاب «اَلْأَعْلَاقْ اَلْخَطِيرَةَ فِي ذِكْرِ أُمَرَاءَ اَلشَّامِ وَالْجَزِيرَةِ» للعلامة أَبو المحاسن بهاء اَلدين ابن شداد.

وقد استنفذ ابن شداد بقية عمره في العلم والتدريس في حلب إلى أن مرض ووهن الشيخوخة فلزم مكاناً دافئاً يقيم فيه متدثراً لا يقوم إلا لأداء الصلاة، ويؤرخ ابن خلكان لذلك بقوله «كنا نسمع الحديث ونردده إليه في داره وقد كانت له قبة تختص به وهي شتوية لا يجلس إلا فيها صيفاً أو شتاء، لأن الهرم كان قد أثر عليه حتى صار كفرخ الطائر من الضعف لا يقدر على حركات الصلاة إلا بمشقة، وكانت النزلات تعتريه في دماغه، فلا يفارق تلك القبة، وكان رحمه الله لا يخرج لصلاة الجمعة إلا في شدة القيظ، وإذا قام إلي الصلاة بعد الجهد يكاد يسقط».
ويقول ابن خلكان:«ولقد كنت انظر إلى ساقيه وإذ وقف للصلاة كأنهما عودان رقيقان لا لحم عليهما». فكانت وفاته في حلب يوم الأربعاء 14 صفر 632هـ، ودفن في قبره الذي بناه لنفسه بجوار مدرسته في حلب.
ويقول المنذري: «وصلينا عليه صلاة الغائب بحران في الشهر المذكور» ولم يرزق ابنًا ولا كان له أقارب.

## وصلات خارجية
- بهاء الدين بن شداد على موقع الموسوعة البريطانية (الإنجليزية)
- التكوين العلمي للقاضي بهاء الدين بن شداد نسخة محفوظة 12 مارس 2016 على موقع واي باك مشين. - سفانة جاسم محمد الجبوري. مجلة التاريخ العربي.
- Baha ad-Din ibn Shaddad (1896): The Life of Saladin (The library of the Palestine Pilgrims' Text Society)
- Bohadin at the The General biographical dictionary (London 1812), p. 519.]
- François-Xavier Feller, Dictionnaire historique, p. 364.